# Boarmia zernyaria
Boarmia zernyaria är en fjärilsart som beskrevs av Charles E. Rungs 1946. Boarmia zernyaria ingår i släktet Boarmia och familjen mätare. Inga underarter finns listade i Catalogue of Life.